# Glypta phanetae
Glypta phanetae är en stekelart som beskrevs av Dasch 1988. Glypta phanetae ingår i släktet Glypta och familjen brokparasitsteklar. Inga underarter finns listade i Catalogue of Life.